# كيفن بورلاند
كيفن بورلاند (بالإنجليزية: Kevin Borland)‏ هو مهندس معماري أسترالي، ولد في 28 أكتوبر 1926، وتوفي في 2000.